# Nicolò Grimaldi
Pour les articles homonymes, voir Grimaldi (homonymie) et Nicolini.
Nicolò Francesco Leonardo Grimaldi, connu comme il Cavalier Nicolino ou Nicolino, ou encore Nicolini (baptisé le 5 avril 1673 à Naples et mort le 1er janvier 1732), est un chanteur d'opéra italien de la fin du XVIIe et du début du XVIIIe siècle, un castrat, célèbre pour son association avec le compositeur Georg Friedrich Haendel.

## Biographie
Nicolò Grimaldi fait ses débuts à l'opéra de Naples en 1685. Il chante également à la maîtrise de la cathédrale et à la chapelle royale. 
Entre 1697 et 1731, il se produit sur de nombreuses scènes italiennes et londoniennes dans des œuvres de  Alessandro Scarlatti (Oratorio di San Filippo Neri, La caduta de' Decemviri…), Nicola Porpora, Leonardo Vinci et Johann Adolf Hasse. De nombreux compositeurs écrivent pour lui des rôles principaux, dont Provenzale, son professeur de chant, Pollarolo, Ariosti, Lotti, les frères Bononcini, Caldara, Albinoni, Leo et Broschi. 
Nicolini arrive en 1708 à Londres, où il participe avec d'autres ressortissants aux succès de l'opéra italien et plus particulièrement de l'opéra seria. En 1711, il crée le rôle-titre de Rinaldo de Haendel, œuvre qui permet à ce dernier d'acquérir une grande popularité et de commencer une longue carrière en Angleterre. En 1715, il crée pour le même compositeur le rôle-titre de Amadigi. Le musicologue Charles Burney le décrit comme « grand chanteur, mais plus grand acteur encore » et Joseph Addison dit de lui « le plus grand artiste en drame lyrique encore vivant et peut-être de tous les temps ». Les rôles tenus par Nicolini révèlent une virtuosité et une agilité vocale exceptionnelles. 
Entre 1727 et 1730, il a l'occasion de donner la réplique en Italie à Farinelli. En 1731, il s'apprête à rechanter à Naples dans le premier opéra de Pergolèse, Salustia. Mais il tombe malade et meurt pendant les répétitions.

## Enregistrement
- Il Primo Uomo : Arias pour Nicolini d'Alessandro Scarlatti et Haendel - Dmitri Egorov, contreténor ; La Stagione Frankfurt, dir. Michael Schneider (11-13 février 2010, Sony/DHM 88697816252) (OCLC 844774776)